# Javier Solana
Francisco Javier Solana Madariaga (Madrid, 14 luglio 1942) è un politico spagnolo.

## Biografia
Dal 1999 al 2009 è stato Alto Rappresentante per la Politica Estera e di Sicurezza Comune dell'Unione europea, nonché segretario generale dell'Unione Europea Occidentale. Nel 2004 viene nominato segretario generale del Consiglio dell'Unione europea e gli viene riconfermato per altri cinque anni il mandato di Alto Rappresentante dell'UE per la PESC.
È sposato con Concepción Giménez ed ha due figli.
Ha conseguito il dottorato in fisica, frequentato i corsi di specializzazione dell'ICTP di Trieste tra 1978 e 1979, ed ha insegnato fisica dei solidi all'Università Complutense di Madrid. È membro della sezione spagnola del Club di Roma. È membro dell'Ordine del Toson d'oro.
Fa parte del Partito Socialista Operaio Spagnolo dal 1964. Divenne membro del Parlamento nel 1977 e ricoprì la carica di ministro in tutti i governi spagnoli dal 1982 al 1995, ininterrottamente (1982 - 1988: ministro della cultura; 1988 - 1992: ministro dell'istruzione e delle scienze; 1992 - 1995: ministro degli affari esteri). Ebbe l'incarico di segretario generale della NATO dal 1995 al 1999.
Era stato inoltre scelto come ministro degli affari esteri dell'UE il giorno in cui sarebbe entrato in vigore il trattato costituzionale dell'Europa come redatto nel 2004.